# Bug (Breaking Bad)
"Bug" es el noveno episodio de la cuarta temporada de la serie dramática de televisión estadounidense Breaking Bad y el episodio 42 en general de la serie. Se emitió originalmente en AMC en los Estados Unidos el 11 de septiembre de 2011.

## Trama
Hank recupera el rastreador GPS que colocó en el auto de Gus Fring, pero se decepciona porque no detectó nada sospechoso; aun así, decide investigar el centro de distribución que posee Gus. Walter, que le miente para no acompañarlo, advierte a Mike de esto, pero le pide que no lastime a Hank. Más tarde, Walter se encuentra con Jesse y nuevamente expresa su descontento porque aún no ha matado a Gus.
Skyler le dice a Walter que el lavado de autos está funcionando tan bien que tal vez pueda dejar de cocinar metanfetamina. Para su sorpresa la visita Ted Beneke y le dice que está siendo auditado por fraude fiscal. Como ella estaba al tanto del fraude en curso y como su ex contable firmó los libros, Skyler teme que también podría estar implicada con las consecuencias que conllevan. Ella asiste a la auditoría de Ted y finge ser ajena, no cualificada y completamente ignorante de las prácticas contables. Ahora, creyendo que el fraude fue simplemente una ignorancia masiva, el agente especial elimina cualquier tiempo potencial de prisión para Ted, pero todavía se le ordena pagar impuestos atrasados y se le impone una multa de más dinero del que puede pagar; Skyler lo presiona para que pueda cumplir esa tarea. Skyler luego se aventura en el espacio debajo de la residencia White, lo que sugiere que tiene la intención de sacar efectivo del alijo de Walter para cubrir la factura paralizante de $600,000 del IRS de Ted. Mientras tanto, Walter ve a Tyrus Kitt afuera de la casa de Hank y llama a la policía, lo que obliga a Tyrus a irse.
Mientras limpiaban el centro de distribución por las sospechas de Hank, un francotirador del cartel abre fuego contra ellos, mata a un secuaz y dispara a otros, incluidos Mike y Jesse, hasta que Gus sale y se para en la línea de fuego con los brazos extendidos. Mike luego le explica a Jesse que el cartel necesita mantener vivo a Gus para su red de distribución. Llevan al secuaz muerto al laboratorio para disolver su cuerpo en ácido y Mike amenaza con matar a Walter si vuelve a llamar a la policía por alertar contra su gente. Jesse visita la casa de Gus y le dice a Jesse que ha cedido a las demandas del cartel de dividir el territorio y le pide que lo acompañe a México para enseñarles cómo cocinar la metanfetamina azul. Jesse tiene la oportunidad de envenenar el estofado que prepara Gus, pero decide no arriesgarse.
Jesse, abrumado, se encuentra con Walter y le ruega que lo ayude a cocinar metanfetamina para el cartel, pero miente acerca de su visita a Gus. Walter ignora las súplicas de Jesse y revela que puso un rastreador GPS en su auto y sabía que estaba en la casa de Gus. Comienza a confrontar a Jesse por no haber matado a Gus, pero Jesse furioso, sintiéndose traicionado, arroja el rastreador GPS a la cabeza de Walter. Walt apresura furiosamente a Jesse y se involucran en una pelea brutal, destrozando la sala de estar antes de que Jesse tome la delantera. Jesse se pone de pie y le dice a Walter que se vaya de su casa y nunca regrese.

## Producción
"Bug" es el último episodio de la serie que presenta el restaurante Los Pollos Hermanos. El restaurante fue utilizado muchas veces como un elemento importante de la trama de su propietario, Gustavo Fring. El restaurante no se volvería a utilizar hasta la tercera temporada de Better Call Saul ("Witness").

## Recepción
Donna Bowman de The AV Club le dio al episodio una "B+". Ella dijo que se cruzan varios Rubicons, incluidas "tres decisiones enormes y sin vuelta atrás" que tres de los personajes tienen que tomar.
En 2019, The Ringer clasificó a "Bug" en el puesto 61 de su ranking de episodios de la serie.